# علي ماهر باشا
علي ماهر باشا (1881 - 1960) من أعيان الشراكسة في مصر، والده محمد ماهر باشا وكيل وزارة البحرية ومحافظ القاهرة.
سياسي مصري بارز شارك في ثورة 1919. تسلم وزارة المعارف عام 1925 وشغل منصب رئيس وزراء مصر أربعة مرات كان أولها في 30 يناير 1936 وآخرها عند قيام ثورة يوليو 1952 حيث عُهد إليه برئاسة أول وزارة مصرية في عهد الثورة المصرية. اعتقله مصطفى النحاس باشا في أثناء الحرب العالمية الثانية بتهمة موالاته للمحور حاول الهروب لكن البوليس المصري قبض عليه، وهو الأخ الشقيق لرئيس الوزراء الدكتور أحمد ماهر باشا.
شغل منصب رئيس الديوان الملكي المصري في عهد الملك فؤاد وحصل على نيشان فؤاد الأول أيضا. عرف بحنكته السياسية ودهائه في معالجة المهمات الصعبة فسمّي برجل الأزمات، ورجل الساعة تقديرا لحنكته ومهاراته السياسية. توفي في 25 أغسطس 1960م في مدينة جنيف ودُفن بالقاهرة.

## نشأته
نشأ علي في بيت والده محمد ماهر باشا صاحب الشخصية الفذة العصامي الذي نشأ نشأة عصره، فدرس في المدارس الابتدائية فالتجهيزية فالحربية، وكانت المدارس الحربية آنذاك على النظام الفرنسي، وقد تدرج محمد باشا في المناصب العسكرية حتى أصبح وكيلاً لنظارة الحربية، كما عُيِّن في وقت لاحق محافظًا للقنال ثم محافظًا للقاهرة، وعلى الرغم من كثرة مهام ومناصب محمد باشا إلا أنه اهتم بتربية أبنائه تربية سليمة وخاصة ما يتعلق بشخصياتهم وأخلاقهم وتعليمهم، وكان علي باشا ضمن 5 من الأولاد، وكان والدهم يحرص غلى غرس النظام فيهم باعتباره من أهم مزايا التفوق العسكري؛ لذا ألحقهم بالقسم الداخلي في المدرسة حتى يزداد اعتمادهم على ذواتهم، كما هيأ لهم في المنزل المزيد من أسباب الاعتماد على الذات ومنها أنه كان يوكل إدارة المنزل خلال العطلة الصيفية بين أبنائه بالتبادل بشكل أسبوعي، وتكون مهمة مدير المنزل أن يراقب نظافة المنزل وملحقاته، إلى جانب مراعاة ما يعد من الطعام لأهل المنزل والخدم. وكان والد علي باشا يستغل الوقت عند الجلوس على مائدة الطعام في التحدث عن الأخلاق الفاضلة، كما كان يستمع إلى ملخصات أولاده حول الكتب التي أرشدهم لقراءتها، ويكافئهم عليها وعلى غيرها من السلوكيات الفكرية والعملية.
ومن المواقف التي تدل على تميز علي باشا أن والده أرسل إليه برقية عندما كان محافظًا على القنال خارج القاهرة، وكان يسأل فيها عن حال ابنته المريضة، فرد عليه ابنه علي قائلاً: «سعادة المحافظ بورسعيد صحتها جيدة» . فلما وصل والده إلى القاهرة أشاد باختصار برقية علي ودقتها؛ لذا كافأه بقلم رصاص من الفضة.
وفي هذه البيئة الأسرية المميزة نشأ علي ماهر باشا، وقد تولّى رئاسة مجلس الوزراء في مصر لأول مرة عام 1936م، واستمرت رئاسة مدة 100 يوم حفلت بالأحداث والعديد من الأعمال.

## سيرته المهنية
عمل قاضيا بمحكمة مصر الاهلية في 9 مارس 1907 وظل يعمل قاضيا حتى 9 يناير 1912، وفي 10 يناير 1912 ، رقى إلى درجة وكيل النائب العمومى وظل يشغل هذه الدرجة حتى 30 مايو 1914 ، ثم نقل من وظيفتة وكيل النائب العمومى إلى ناظر المجالس الحسبية في أول يونيو 1914 وظل بها حتى 18 يونيو 1919، ثم أختير ليكون عضو في لجنة الثلاثين التي كلفت بوضع الدستور، وبعد انتهاء أعمالها أختير ليكون ناظرا لمدرسة الحقوق في 30 أبريل 1923 حتى عين وكيلا لوزارة المعارف في 30 نوفبر 1924.
| بداية الفترة | نهاية الفترة | العاهل      | رئيس مجلس الوزراء    |
| ------------ | ------------ | ----------- | -------------------- |
| يوليو 1935   | يناير 1936   | الملك فؤاد  | محمد توفيق نسيم باشا |
| أكتوبر 1937  | أغسطس 1939   | الملك فاروق | محمد محمود باشا      |

## مناصب الوزارية
| الوزارة                     | بداية الفترة | نهاية الفترة | مجلس الوزراء                   | عهد         |
| --------------------------- | ------------ | ------------ | ------------------------------ | ----------- |
| وزير التربية والتعليم       | 13/03/1925   | 07/06/1926   | وزارة أحمد زيور باشا الثانية   | الملك فؤاد  |
| وزير العدل                  | 05/09/1925   | 12/09/1925   | وزارة أحمد زيور باشا الثانية   | الملك فؤاد  |
| وزير المالية                | 25/06/1928   | 02/10/1929   | وزارة محمد محمود باشا الأولى   | الملك فؤاد  |
| وزير التربية والتعليم       | 19/06/1930   | 04/01/1933   | وزارة إسماعيل صدقي باشا الأولى | الملك فؤاد  |
| وزير العدل                  | 12/07/1930   | 04/01/1933   | وزارة إسماعيل صدقي باشا الأولى | الملك فؤاد  |
| رئيس الوزراء المصري         | 30/01/1936   | 09/05/1936   | وزارة علي ماهر باشا الأولى     | الملك فؤاد  |
| وزير الداخلية               | 30/01/1936   | 09/05/1936   | وزارة علي ماهر باشا الأولى     | الملك فؤاد  |
| وزير الخارجية               | 30/01/1936   | 09/05/1936   | وزارة علي ماهر باشا الأولى     | الملك فؤاد  |
| رئيس الوزراء المصري         | 18/08/1939   | 28/06/1940   | وزارة علي ماهر باشا الثانية    | الملك فاروق |
| وزير الداخلية               | 18/08/1939   | 27/06/1940   | وزارة علي ماهر باشا الثانية    | الملك فاروق |
| وزير الخارجية               | 18/08/1939   | 27/06/1940   | وزارة علي ماهر باشا الثانية    | الملك فاروق |
| رئيس الوزراء المصري         | 27/01/1952   | 01/03/1952   | وزارة علي ماهر باشا الثالثة    | الملك فاروق |
| وزير الخارجية               | 27/01/1952   | 01/03/1952   | وزارة علي ماهر باشا الثالثة    | الملك فاروق |
| وزير الدفاع والإنتاج الحربي | 27/01/1952   | 01/03/1952   | وزارة علي ماهر باشا الثالثة    | الملك فاروق |
| رئيس الوزراء المصري         | 23/07/1952   | 07/09/1952   | وزارة علي ماهر باشا الرابعة    | الملك فاروق |
| وزير الداخلية               | 24/07/1952   | 07/09/1952   | وزارة علي ماهر باشا الرابعة    | الملك فاروق |
| وزير الخارجية               | 24/07/1952   | 07/09/1952   | وزارة علي ماهر باشا الرابعة    | الملك فاروق |
| وزير الدفاع والإنتاج الحربي | 24/07/1952   | 07/09/1952   | وزارة علي ماهر باشا الرابعة    | الملك فاروق |

| المناصب السياسية          | المناصب السياسية                                         | المناصب السياسية       |
| ------------------------- | -------------------------------------------------------- | ---------------------- |
| سبقه محمد توفيق نسيم باشا | رئيس مجلس الوزراء المصري 30 يناير 1936 إلى 9 مايو 1936   | تبعه مصطفى النحاس باشا |
| سبقه محمد محمود باشا      | رئيس مجلس الوزراء المصري 18 أغسطس 1939 إلى 24 يونيو 1940 | تبعه حسن صبري باشا     |
| سبقه مصطفى النحاس         | رئيس مجلس الوزراء المصري 27 يناير 1952 إلى 1 مارس 1952   | تبعه أحمد نجيب الهلالي |
| سبقه أحمد نجيب الهلالي    | رئيس مجلس الوزراء المصري 24 يوليو 1952 إلى 7 سبتمبر 1952 | تبعه محمد نجيب         |

## شخصيته في السينما والتلفزيون
- مسلسل دموع صاحبة الجلالة عام 1993 وأدى شخصيته رشدى المهدي
- مسلسل الإمام المراغي عام 2006 وأدى شخصيته حمدي السخاوي
- مسلسل الملك فاروق عام 2007 وأدى شخصيته نبيل الحلفاوي
- مسلسل الجماعة عام 2010 وأدى شخصيته أحمد خليل
- مسلسل ملكة في المنفى عام 2010 وأدى شخصيته خليل مرسي
- مسلسل مشرفة رجل لهذا الزمان عام 2011 وأدى شخصيته عبد الرحيم حسن
- مسلسل الجماعة 2 عام 2012 وأدى شخصيته محمد حسيب